# AMD Duron

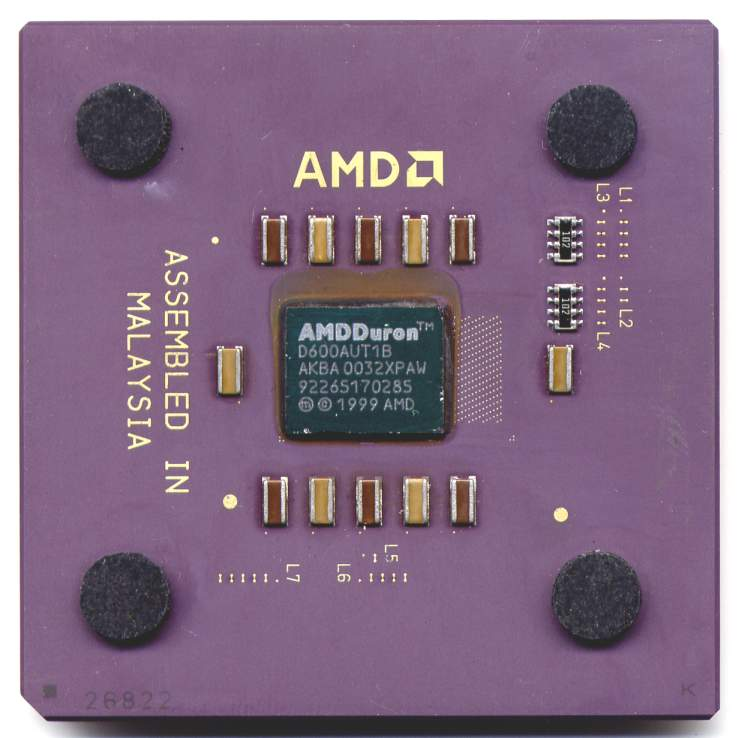
„Spitfire” Duron

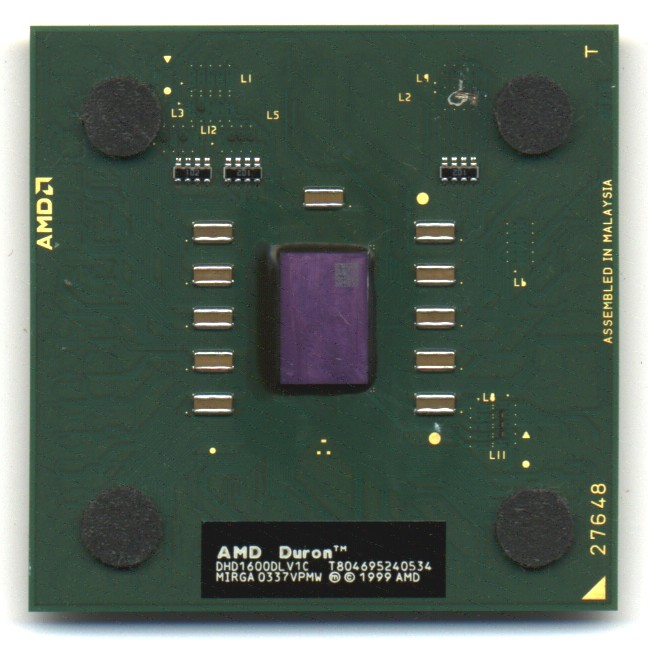
„Applebred” Duron, „A”-model

AMD Duron – mikroprocesor rodziny x86 produkowany przez AMD. Na rynku pojawił się w połowie 2000 roku jako niskobudżetowa wersja procesora Athlon i rywal dla układów Pentium III i Celeron firmy Intel.
Duron może używać tych samych płyt głównych co Athlon i z wyglądu zewnętrznego jest prawie identyczny. Duron ma tyle samo pamięci podręcznej pierwszego poziomu (L1 cache) co Athlon (128 kB), ale mniej, bo tylko 64 KB pamięci podręcznej drugiego poziomu (L2 cache), w porównaniu do 256 KB które ma jego starszy brat. Z tego powodu Duron jest zazwyczaj wolniejszy od Athlona przy obsłudze typowych programów biurowych i innych zastosowaniach wymagających korzystania z dużych ilości pamięci, ale nie różni się czystą mocą obliczeniową. Oryginalny Duron mógł pracować tylko z szyną procesora o taktowaniu 100 MHz (DDR200), późniejsze wersje Durona mogą już pracować z FSB o taktowaniu 133 MHz (DDR266).

## Historia rozwoju

### Spitfire
Pierwsze Durony, oparte na rdzeniu „Spitfire”, były produkowane w latach 2000–2001 i były taktowane zegarem od 600 do 950 MHz, „Spitfire” był oparty na rdzeniu Athlona „Thunderbird”.

### Morgan
Durony drugiej generacji z rdzeniem „Morgan” były dostępne z częstotliwością taktowania od 900 Mhz do 1,3 GHz i bazowały na rdzeniu Athlona XP „Palomino”.

### Applebred
W 2003 roku AMD wypuścił nową serię Duronów z rdzeniem „Applebred”, opartym na pochodzącym z nowszych wersji Athlona XP rdzeniu „Thoroughbred”, były one dostępne w wersjach 1400, 1600 i 1800 MHz, wszystkie z FSB 133 MHz (efektywne FSB 266). Hobbyści szybko zorientowali się, że w tym przypadku były to po prostu zwykłe Athlony XP z jądrem „Thoroughbred” ze zmienioną jedynie nazwą oraz ograniczoną pamięcią cache L2 do 64kB. Prosta modyfikacja odblokowywała pełne 256 kB pamięci oraz powodowała wykrycie procesora jako pełnowartościowego Athlona XP.
AMD zaprzestało produkcji procesora Duron w 2004 roku, został on zastąpiony linią procesorów Sempron.